# Arnold Mühren
Arnold Johannes Hyacinthus Mühren (* 2. června 1951, Volendam) je bývalý nizozemský fotbalista. Nastupoval povětšinou na postu záložníka. Jeho bratr Gerrit Mühren byl rovněž fotbalistou.
S nizozemskou reprezentací vyhrál Mistrovství Evropy 1988, nastoupil na šampionátu k pěti utkáním.
V národním týmu odehrál celkem 23 utkání, v nichž vstřelil 3 branky.
S Ajaxem Amsterdam vyhrál Pohár mistrů evropských zemí 1972/73, Pohár vítězů pohárů 1986/87 a Interkontinentální pohár 1972. V dresu anglického Ipswich Town vybojoval Pohár UEFA 1980/81. Celkem odehrál v evropských pohárech 72 utkání, v nichž nastřílel 10 branek.
S Ajaxem má dva tituly mistra Nizozemska (1971/72, 1972/73). S Ajaxem zvedl nad hlavu tři nizozemské poháry (1971/72, 1985/86, 1986/87), jeden s Twente Enschede (1976/77). S Manchesterem United získal dva poháry anglické (1982/83, 1984/85). Krom výše uvedených klubů působil v nizozemské nejvyšší soutěži také v dresu RKSV Volendam.